# Gerald Edelman
Gerald Maurice Edelman (New York, 1 juli 1929 – La Jolla, 17 mei 2014) was een Amerikaans bioloog, die in 1972 de Nobelprijs voor de Fysiologie of Geneeskunde won voor zijn onderzoek naar en ontdekking van de chemische structuur van antilichamen.

## Biografie
Gerald Edelman werd in 1929 geboren in Ozone Park in de wijk Queens van New York als zoon van de Joodse ouders Edward Edelman en Anne Freedman. Zijn vader was arts en zijn moeder was werkzaam in de verzekeringsbranche. Na te zijn opgegroeid in New York studeerde hij in Pennsylvania waar hij in 1950 magna cum laude zijn bachelorgraad behaalde aan het Ursinus College en aansluitend de graad van geneesheer aan de Universiteit van Pennsylvania School of Medicine in 1954.
Na een jaar bij de Johnson Foundation for Medical Physics ging hij als arts werken aan het Massachusetts General College. In 1957 werd hij promovendus bij het Rockefeller Institute for Medical Research, in het laboratorium van Henry Kunkel. Na zijn promotie in 1960 bleef hij er werkzaam; eerst als docent en vanaf 1966 als hoogleraar neuroscience. In 1992 verhuisde hij naar San Diego, Californië, waar hij hoogleraar neurobiologie werd hij het vermaande Scripps Research Institute.
Gebruikmakend van de technieken ontwikkeld door Rodney Porter begon Edelman onderzoek te doen naar de chemische structuren van antilichamen, de voetsoldaten van het immuunsysteem. Hij ontdekte dat antilichamen niet waren opgebouwd in de vorm van een lange peptideketen, zoals werd gedacht, maar uit twee verschillende ketens – een lichte en een zware – die met elkaar verbonden zijn. Van hieruit bepaalde hij en zijn onderzoeksteam van het Rockefeller Instituut de chemische structuur van een compleet immunoglobuline-molecuul. Het was voor dit werk dat Eddelman, samen met Porter, in 1972 de Nobelprijs voor Fysiologie of Geneeskunde kreeg uitgereikt. Vanaf het midden van de jaren 1970 hield Edelman zich bezig met de hersenen en de natuur van het bewustzijn.

## Theorie over het bewustzijn
Volgens Edelman worden bewuste belevingen veroorzaakt door de re-entrant pathways (herintredende of terugwaarts projecterende circuits) in de hersenen. Dit houdt in dat een bepaald gebied zoals V1 (waar de visuele prikkels worden verwerkt) niet alleen informatie ontvangt uit de buitenwereld maar ook vanuit hogere gebieden in de hersenen. Bij het laatste zijn vooral terugwaarts projecterende neuronen betrokken. Deze theorie sluit aan bij het idee dat waarnemen gepaard gaat met categorisatie of toekenning van betekenis (lees ook Douglas r. Hofstadter, analogie). Onze waarneming van een gezicht bestaat bijvoorbeeld niet uit een verzameling van afzonderlijke kenmerken (lip, mond, ogen e.d.), maar uit een blij of droevig, bekend of onbekend gezicht. Vooral terugwaartse projecties vanuit de hogere gebieden in de hersenen dragen volgens Edelman bij tot integratie van, en/of het toekennen van betekenis of gevoelskleur aan de afzonderlijke kenmerken. Ook in het neuraal netwerk onderzoek spelen terugwaartse projecties, met name bij simulaties van functies als perceptie, geheugen en bewustzijn, een belangrijke rol